# Pribojske Čelice
Pribojske Čelice (cyr. Прибојске Челице) – wieś w Serbii, w okręgu zlatiborskim, w gminie Priboj. W 2011 roku liczyła 110 mieszkańców.